# U-312 (tàu ngầm Đức)
U-312 là một tàu ngầm tấn công  Lớp Type VII thuộc phân lớp Type VIIC được Hải quân Đức Quốc Xã chế tạo trong Chiến tranh Thế giới thứ hai. Nhập biên chế năm 1943, nó đã thực hiện được tám chuyến tuần tra nhưng không đánh chìm được mục tiêu nào. U-312 sống sót qua cuộc chiến tranh và đầu hàng lực lượng Đồng Minh trên đường đi sang cảng Narvik, Na Uy vào ngày 17 tháng 5, 1945. Sau đó nó được kéo đến Loch Eriboll, Scotland, rồi bị đánh đắm ngoài khơi Londonderry, Bắc Ireland trong khuôn khổ Chiến dịch Deadlight vào ngày 29 tháng 11, 1945.

## Thiết kế và chế tạo

### Thiết kế

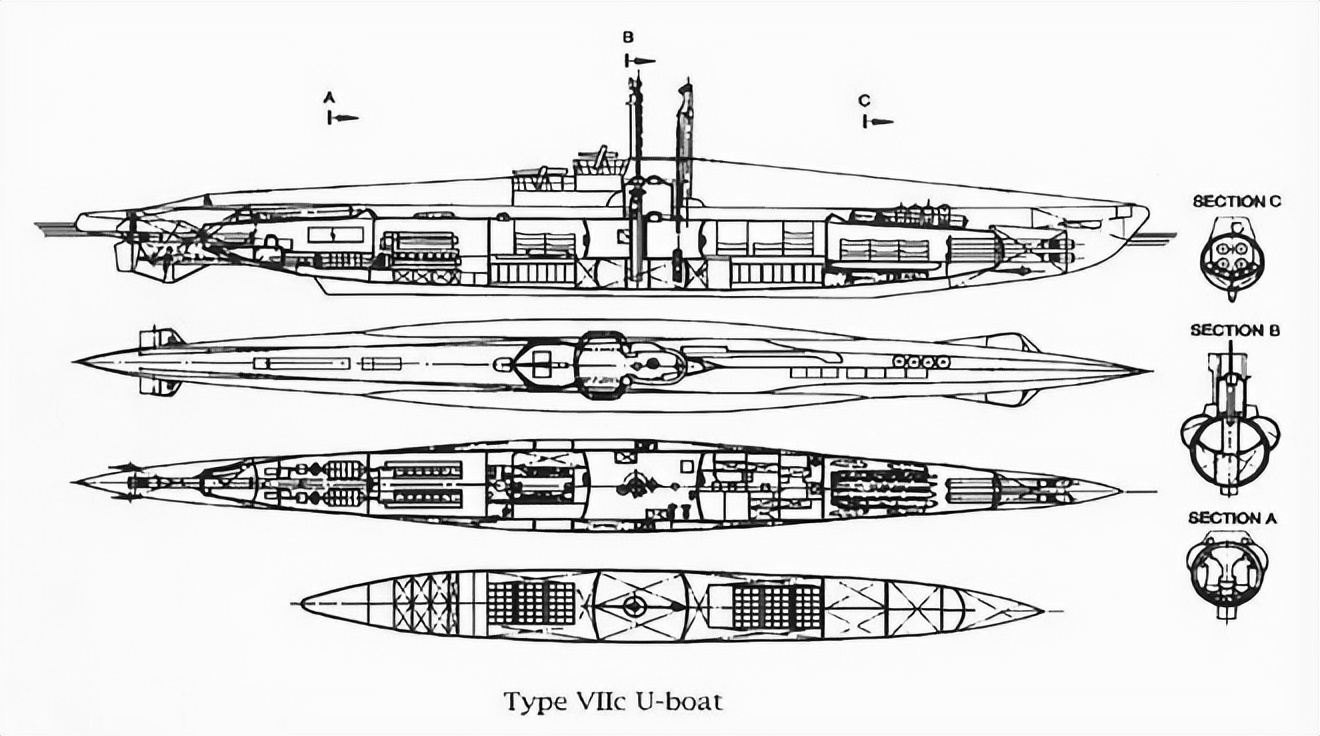
Sơ đồ các mặt cắt một tàu ngầm Type VIIC

Phân lớp VIIC của Tàu ngầm Type VII là một phiên bản VIIB được kéo dài thêm. Chúng có trọng lượng choán nước 769 t (757 tấn Anh) khi nổi và 871 t (857 tấn Anh) khi lặn). Con tàu có chiều dài chung 67,10 m (220 ft 2 in), lớp vỏ trong chịu áp lực dài 50,50 m (165 ft 8 in), mạn tàu rộng 6,20 m (20 ft 4 in), chiều cao 9,60 m (31 ft 6 in) và mớn nước 4,74 m (15 ft 7 in).
Chúng trang bị hai động cơ diesel Germaniawerft F46 siêu tăng áp 6-xy lanh 4 thì, tổng công suất 2.800–3.200 PS (2.100–2.400 kW; 2.800–3.200 bhp), dẫn động hai trục chân vịt đường kính 1,23 m (4,0 ft), cho phép đạt tốc độ tối đa 17,7 kn (32,8 km/h), và tầm hoạt động tối đa 8.500 nmi (15.700 km) khi đi tốc độ đường trường 10 kn (19 km/h). Khi đi ngầm dưới nước, chúng sử dụng hai động cơ/máy phát điện Garbe, Lahmeyer & Co. RP 137/c  tổng công suất 750 PS (550 kW; 740 shp). Tốc độ tối đa khi lặn là 7,6 kn (14,1 km/h), và tầm hoạt động 80 nmi (150 km) ở tốc độ 4 kn (7,4 km/h). Con tàu có khả năng lặn sâu đến 230 m (750 ft).
Vũ khí trang bị có năm ống phóng ngư lôi 53,3 cm (21 in), bao gồm bốn ống trước mũi và một ống phía đuôi, và mang theo tổng cộng 14 quả ngư lôi, hoặc tối đa 22 quả thủy lôi TMA, hoặc 33 quả TMB. Tàu ngầm Type VIIC bố trí một hải pháo 8,8 cm SK C/35 cùng một pháo phòng không 2 cm (0,79 in) trên boong tàu. Thủy thủ đoàn bao gồm 4 sĩ quan và 40-56 thủy thủ.

### Chế tạo
U-312 được đặt hàng vào ngày 5 tháng 6, 1940, và được đặt lườn tại xưởng tàu của hãng Flender Werke ở Lübeck vào ngày 10 tháng 4, 1942. Nó được hạ thủy vào ngày 27 tháng 2, 1943, và nhập biên chế cùng Hải quân Đức Quốc Xã vào ngày 21 tháng 4, 1943 dưới quyền chỉ huy của Hạm trưởng, Trung úy Hải quân Kurt-Heinz Nicolay.

## Lịch sử hoạt động
Sau khi hoàn tất việc chạy thử máy và huấn luyện trong thành phần Chi hạm đội U-boat 8, U-312 được điều sang Chi hạm đội U-boat 6 từ ngày 1 tháng 12, 1943 để hoạt động trên tuyến đầu.

### 1944

#### Chuyến tuần tra thứ nhất
Sau khi chuyển căn cứ hoạt động từ Kiel sang cảng Bergen vào đầu tháng 1, 1944, U-312 khởi hành từ cảng Na Uy này vào ngày 23 tháng 1, 1944 cho chuyến tuần tra đầu tiên trong chiến tranh. Sau khi hoạt động trong biển Na Uy và vùng biển Bắc Cực về phía Tây Nam đảo Bear, nó kết thúc chuyến tuần tra và đi đến Hammerfest vào ngày 29 tháng 2.

#### Chuyến tuần tra thứ hai và thứ ba
U-312 xuất phát từ Hammerfest vào ngày 15 tháng 3 cho chuyến tuần tra thứ hai, và hoạt động tại các vùng biển Na Uy, biển Greenland và biển Barents trước khi quay về cảng Narvik, Na Uy vào ngày 12 tháng 4.
Chiếc tàu ngầm lại có chuyến tuần tra tiếp theo từ Narvik vào ngày 29 tháng 4, và hoạt động về phía Tây Na Uy cho đến ngày 13 tháng 5. Sau khi quay trở về Narvik, nó đi đến cảng Trondheim, Na Uy vào giữa tháng 5.

#### Chuyến tuần tra thứ tư, thứ năm và thứ sáu
Sau đó từ căn cứ Narvik, U-312 lần lượt thực hiện các chuyến tuần tra thứ tư từ ngày 7 tháng 9 đến ngày 2 tháng 10, và chuyến thứ năm từ ngày 17 tháng 10 đến ngày 8 tháng 11. Nó tiếp tục hoạt động tại khu vực biển Barents về phía Bắc mũi North, Na Uy cho đến tận ngoài khơi Murmansk, Liên Xô.
Vào tháng 11, U-312 được nâng cấp bổ sung ống hơi nhằm cải thiện tính năng hoạt động ngầm, rồi chuyển đến cảng Trondheim, Na Uy trong tháng 12 trước khi xuất phát từ đây vào ngày 14 tháng 12 cho chuyến tuần tra thứ sáu. Nó chuyển sang hoạt động tại khu vực phía Bắc Scotland, và quay trở về Trondheim vào ngày 4 tháng 1, 1945.

### 1945

#### Chuyến tuần tra thứ bảy và thứ tám
U-312 lại chuyển căn cứ hoạt động từ Trondheim đến Kilbotn, Na Uy vào đầu tháng 3, rồi tư đây lại lần lượt thực hiện các chuyến tuần tra thứ bảy từ ngày 12 tháng 3 đến ngày 9 tháng 4, và thứ tám từ ngày 16 tháng 4 đến ngày 8 tháng 5. Nó vượt qua mũi North để hoạt động trong biển Barents ngoài khơi bán đảo Kola, Liên Xô.

#### Số phận
Sau khi Đức Quốc xã chấp nhận đầu hàng, U-312 cùng 14 tàu U-boat Đức khác còn lại tại căn cứ Narvik được phía Đồng Minh chỉ thị đi đến Skjomen để tránh đụng độ với lực lượng Na Uy. Đến ngày 15 tháng 5, chúng cùng năm hạm tàu nổi khác của Đức lên đường đi sang Trondheim để đầu hàng. Trên đường đi họ bắt gặp Đội hộ tống 9 của Anh, và U-312 chính thức đầu hàng lực lượng Đồng Minh vào ngày 17 tháng 5. Các tàu U-boat được áp giải sang Loch Eriboll, Scotland, đến nơi vào ngày 19 tháng 5. Sau đó trong khuôn khổ Chiến dịch Deadlight, vào ngày 29 tháng 11, 1945, U-312 bị đánh đắm bằng hải pháo từ tàu khu trục Anh HMS Onslaught ngoài khơi Londonderry, tại tọa độ 55°35′B 7°54′T / 55,583°B 7,9°T.

### "Bầy sói" tham gia
U-312 từng tham gia mười bầy sói:
- Isegrim (25 - 27 tháng 1, 1944)
- Werwolf (8 - 28 tháng 2, 1944)
- Thor (17 tháng 3 - 5 tháng 4, 1944)
- Donner (5 - 10 tháng 4, 1944)
- Donner & Keil (30 tháng 4 - 3 tháng 5, 1944)
- Trutz (3 - 11 tháng 5, 1944)
- Grimm (9 tháng 9 - 1 Oct tháng 10, 1944)
- Panther (20 tháng 10 - 4 tháng 11, 1944)
- Hagen (13 - 21 tháng 3, 1945)
- Faust (19 tháng 4 - 1 tháng 5, 1945)